# أخذ الحريات (فلم)
أخذ الحريات (المعروف أيضًا باسم أخذ الحريات منذ عام 1997 ) هو فيلم وثائقي بريطاني عن تآكل الحريات المدنية في المملكة المتحدة وزيادة المراقبة في ظل حكومة توني بلير. تم إصداره في المملكة المتحدة في 8 يونيو 2007.
وقال المخرج كريس أتكينز في الأول من مايو/أيار إنه أراد فضح "الدولة الأورويلية " التي تهدد بريطانيا الآن نتيجة لسياسات السيد بلير. ويوجد أيضًا كتاب مصاحب 

## ملخص
يبدأ الفيلم بمشهد ثلاث حافلات تحمل متظاهرين من أجل السلام في طريقها إلى قاعدة سلاح الجو الملكي في فيرفورد، جلوسيسترشاير في 22 مارس/آذار 2003، حيث يتم احتجازهم لمدة ساعتين من قبل 100 من شرطة مكافحة الشغب، ثم يتم اصطحابهم إلى لندن محرومين من حق الاحتجاج. يقدم هذا المسلسل المتحرك الأحداث الرئيسية في الحرب العالمية الثانية؛ حريق الرايخستاغ، وليلة البلور، وغزو بولندا، وانتصار الحلفاء، والاتفاقية الأوروبية اللاحقة لحقوق الإنسان المصممة لضمان عدم حدوث ذلك مرة أخرى. لقطات أرشيفية لتوني بلير وهو يدافع عن قوانين حزب العمال الجديدة التي تلغي هذه الاتفاقية والتي تتظاهر راشيل نورث الناجية من تفجيرات لندن في السابع من يوليو/تموز 2005 ضدها.

### حرية التعبير
يقدم توني بين قصة طرد والتر فولفغانغ من مؤتمر حزب العمال بسبب احتجاجه على خطاب جاك سترو. يروي توبي رودس، من شركة سبلاش كلوذنج، قصة طالب يبلغ من العمر 20 عاماً أوقفته الشرطة بسبب ارتدائه أحد قمصان شركته التي تحمل شعار "Bollocks to Blair".

### الحق في الاحتجاج
تناقش مايا إيفانز وميلان راي من حركة العدالة وليس الانتقام اعتقالهما بسبب حفل تأبين غير قانوني خارج داونينج ستريت. تحكي الصور وبطاقات العنوان ولقطات الأرشيف قصة المتظاهر براين هو. تتحدث الناشطتان في حملة السلام سيلفيا وهيلين عن اعتقالهما في قاعدة مينويث هيل العسكرية الأمريكية في يوركشاير. يناقش القس المعمداني مالكولم كارول وعائلة ريكفورد احتجاجات معسكر المناخ في مطار إيست ميدلاندز. أخيرًا تم الكشف عن التواطؤ بين الشرطة ومنظمة EDO MBM لفض الاحتجاجات المناهضة للحرب التي نظمها مفتشو الأسلحة المواطنين في برايتون وهوف.

### الحق في الخصوصية
المخرج كريس أتكينز يزور مؤتمر Counter Terror World 2006 في مركز كينسينجتون أوليمبيا في لندن لمناقشة تكنولوجيا المراقبة مع المندوبين. يقدم تسلسل رسوم متحركة بانوبتيكون ويقارنه بمجتمع المراقبة قبل الانتقال إلى عرض تاريخ بطاقات الهوية من احتجاج هاري ويلكوك عام 1950 إلى استخدامها في الإبادة الجماعية في رواندا ومن قبل شتاسي، الشرطة السرية في ألمانيا الشرقية. تحكي الصور وبطاقات العنوان ولقطات الأرشيف قصة اندفاع بلير وبوش إلى الحرب على العراق والهجمات التي وقعت في السابع من يوليو والتي يزعم الفيلم أن بطاقات الهوية لم تكن قادرة على منعها.

### بريء حتى تثبت إدانته
جون تولوتش يتظاهر ضد تمديد الاحتجاز لمدة 90 يومًا المقترح والذي استخدمت صحيفة The Sun صورته للترويج له. لقطات أرشيفية لمفوض شرطة العاصمة السير إيان بلير يدافع عن غارة فورست جيت في 2 يونيو 2006 على منزل عبد القهار ومحمد عبد القهار. تتضمن سلسلة الرسوم المتحركة تفاصيل البند 39 من الميثاق الأعظم (ماجنا كارتا)، الذي ينشئ مبدأ المثول أمام القضاء ويؤدي إلى حظر العبودية، ولكن بعد تعليقه في زمن الحرب وقوانين الاعتقال في أيرلندا الشمالية، وفقًا للمشاركين في المقابلات، تم تقويضه من قبل حكومة بلير.

### لا احتجاز بدون تهمة
مديرتا مدرسة متقاعدتان تدعى جنيفر وديس تزوران منزل طالب اللجوء الجزائري مولود سيهالي الذي يخضع للإقامة الجبرية لأجل غير مسمى دون توجيه تهمة إليه بسبب تورطه في مؤامرة الريسين المزعومة في وود جرين والتي استخدمها كولن باول كمثال في شهادته أمام الأمم المتحدة على الرغم من عدم العثور على الريسين على الإطلاق. وشهد أعضاء سابقون في هيئة المحلفين على عدم وجود أدلة في المحاكمة التي تمت تبرئته فيها، ولكن تم إعادة اعتقاله في وقت لاحق وتهديده بالترحيل. يكشف ديفيد بيرمينغهام من NatWest Three عن مخاطر معاهدة تسليم المجرمين مع الولايات المتحدة التي وقعها ديفيد بلانكيت .

### حظر التعذيب
يكشف المعتقل السابق في غوانتانامو، معظم بيك، وعائلة المنفي الليبي عمر دغايس، عن انتهاكات يتعرض لها السجناء، بما في ذلك التغذية القسرية للمضربين عن الطعام في "كرسي التعذيب". احتجاجات أمام مصنع هييات في برمنغهام ضد تصنيع الأغلال لمعتقل غوانتانامو. إعلان ساخر لشركة RendAir يقدم الطبيعة غير القانونية لرحلات التسليم الاستثنائية إلى الأنظمة التي تستخدم التعذيب مع التواطؤ المزعوم للحكومة البريطانية، وهو ما أنكره جاك سترو وتوني بلير. يتحدث ريز أحمد، نجم فيلم الطريق إلى غوانتانامو، عن تجربة اعتقاله.
ويزعم خاتمة الكتاب أنه من غير المرجح أن يتمكن جوردون براون أو أي من أجيال خلفائه من إعادة الحقوق التي سلبها توني بلير من دون خوض معركة مثل تلك التي خاضها ناشط حملة "حافلة فيرفورد" الذي فاز بقضيتهم في مجلس اللوردات .

## مشاركون
- راشيل نورث – كاتبة وناجية من أحداث السابع من يوليو
- توني بين – عضو سابق في البرلمان عن حزب العمال ووزير في مجلس الوزراء
- والتر فولفغانغ
- توبي رودس – سبلاش كلوذنج
- هنري بورتر – روائي وكاتب عمود في جريدة أوبزرفر
- مايا إيفانز – منسقة مبادرة العدالة وليس الانتقام
- ميلان راي – منسق العدالة وليس الانتقام
- مارك توماس – ممثل كوميدي وناشط
- سيلفيا وهيلين – ناشطتان في مجال السلام
- مالكولم كارول – قس معمداني
- إلين وروز ريكفورد - الطلاب
- فرانسيس - والدة إلين وروز
- بريندان - والد إيلين وروز
- ريتشارد – ناشط في مجال السلام
- جون وليندا كات
- ستيفاني هاريسون – محامية
- كريس – ناشط في مجال السلام
- تيموثي لوسون-كروتندن – محامي في EDO MBM
- ليديا داجوستينو – محامية
- المشرف العام باري نورمان – مؤسس فريق الاستخبارات المتقدمة (FIT)
- شامي تشاكرابورتي – مدير منظمة ليبرتي لحقوق الإنسان
- بوريس جونسون – عضو البرلمان المحافظ
- كينيث كلارك – عضو البرلمان المحافظ
- فيل بوث – منسق وطني لـ NO2ID
- روس أندرسون – جامعة كامبريدج
- كلير شورت - وزيرة سابقة في حكومة حزب العمال
- مايكل مانسفيلد كيو سي
- جون تولوتش
- جينيفر وديس – مديرات مدارس متقاعدات
- مولود سيهالي
- ديفيد برمنجهام – ناتويست 3
- كليف ستافورد سميث – محامي معتقلي غوانتانامو
- معظم بيك – سجين سابق في غوانتانامو
- كيت ألين – مديرة منظمة العفو الدولية
- فيليب ساندز كيو سي – مؤلف كتاب "عالم خارج عن القانون"
- الدكتور ديفيد نيكول – ناشط في مجال حقوق الإنسان
- أماني دغايس – أخت عمر
- زهرة الزواوي – والدة عمر
- البارونة سارة لودفورد – عضو البرلمان الأوروبي عن الحزب الديمقراطي الليبرالي
- ستيفن جراي – مؤلف كتاب "الطائرة الشبحية"
- مايكل شوير - الرئيس السابق لوحدة بن لادن في وكالة المخابرات المركزية
- ريز أحمد
- جين لابورت – مدربة حملة فيرفورد

## استقبال
حصل الفيلم على مراجعات إيجابية بشكل عام. حصل الفيلم على نسبة موافقة 83% على موقع Rotten Tomatoes بناءً على مراجعات من ستة نقاد. أعطاه بيتر برادشو من صحيفة الغارديان 4 من أصل 5 نجوم. أعطت آنا سميث من هيئة الإذاعة البريطانية (بي بي سي) الفيلم 4 من 5.

## روابط خارجية
- الموقع الرسمي
- Taking Liberties  في قاعدة بيانات الأفلام على الإنترنت (بالإنجليزية)